# Tökmagolaj

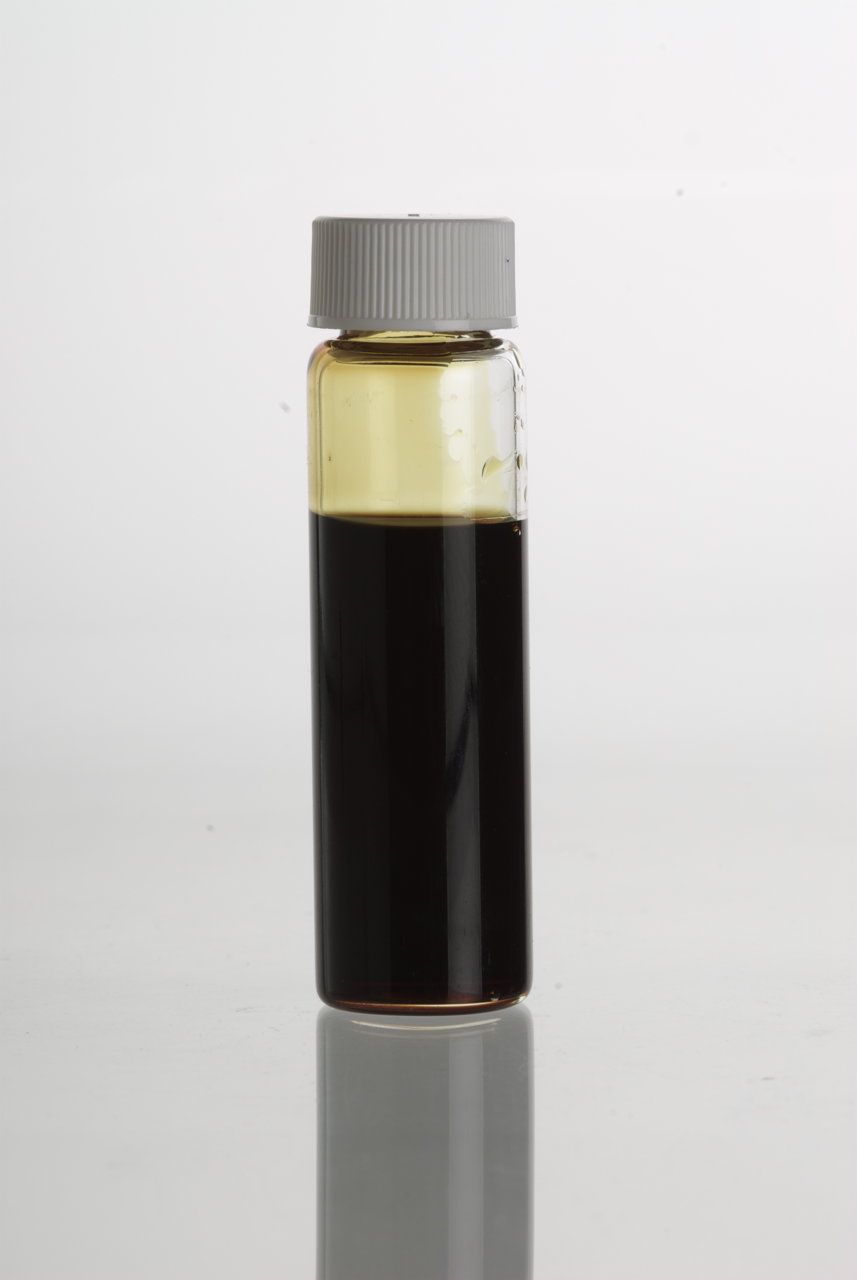
Tökmagolaj

A tökmagolaj kiváló élettani hatású, sötétzöld vagy barnászöld színű, kifejezetten aromás, igen viszkózus folyadék. Tökmag olaját főleg Ausztriában, Szlovéniában és Magyarországon gyártják és fogyasztják. Elsősorban salátákhoz, szószokhoz, de húsokhoz is használják.
Magyarországon a legnagyobb hagyománya az Őrségben, a Vendvidéken és a Muravidéken van.

## Farmakológiai hatásai
Kutatások szerint a tökmagolaj igen sok antioxidánst tartalmaz, ezért megóvhatja a szervezetet a szabad gyökök káros hatásaitól. Zsírsavösszetétele ugyanis 34% és 57% többszörösen telítetlen zsírsavat tartalmaz. A vér koleszterin-összetételét kedvezően befolyásolhatja. Jó hatással lehet a prosztatára, egyes kutatások szerint a jóindulatú prosztatamegnagyobbodásban szenvedő betegeknél alkalmazva javított a prosztata állapotán. Más kutatások szerint azonban a tökmagolajnak nincs értékelhető pozitív hatása a fent említett élettani jelenséggel szemben.

## Összetétele

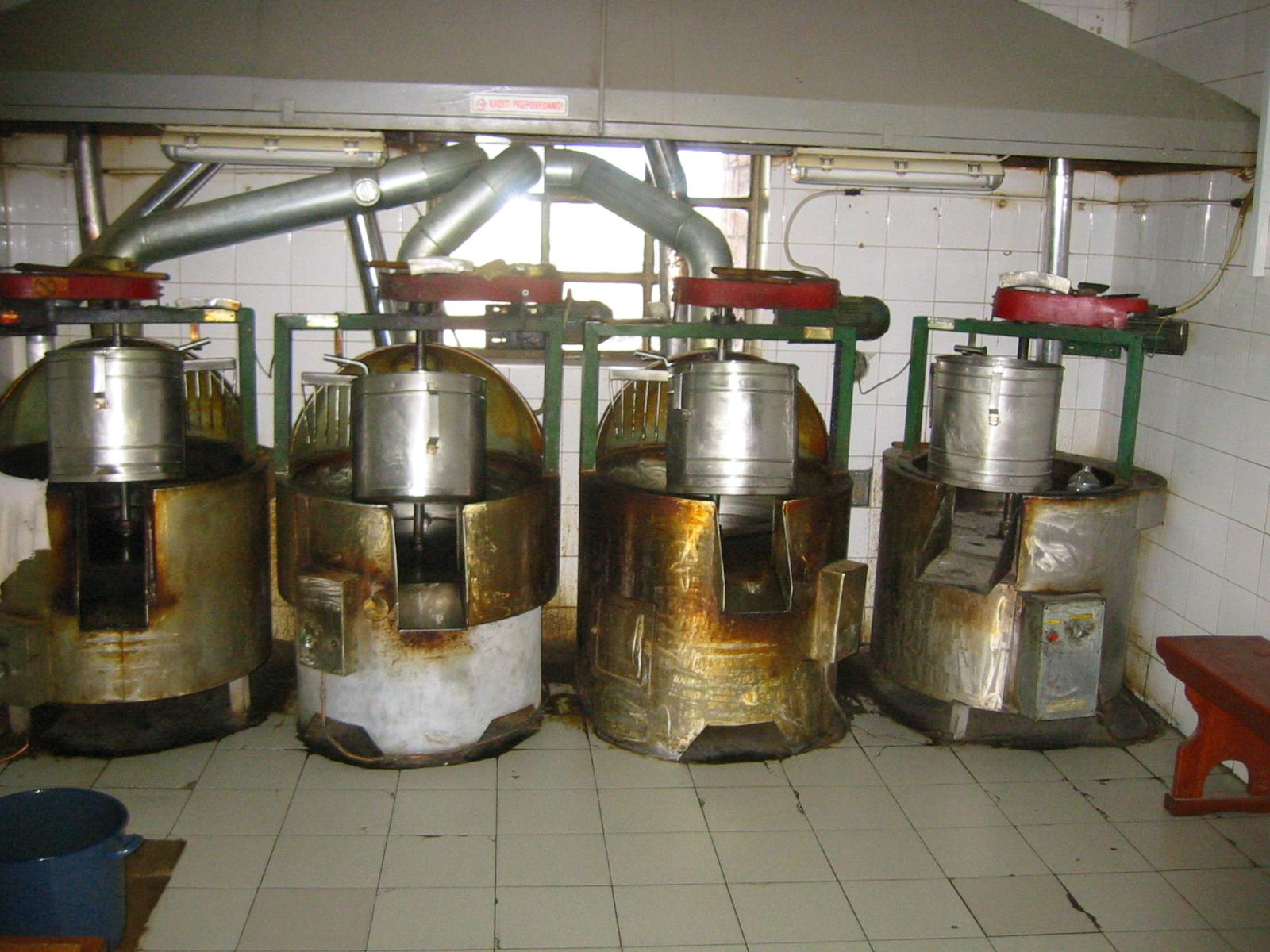
Tökmagolajat előállító gyár gépsora (Szlovénia, Prekmurje)

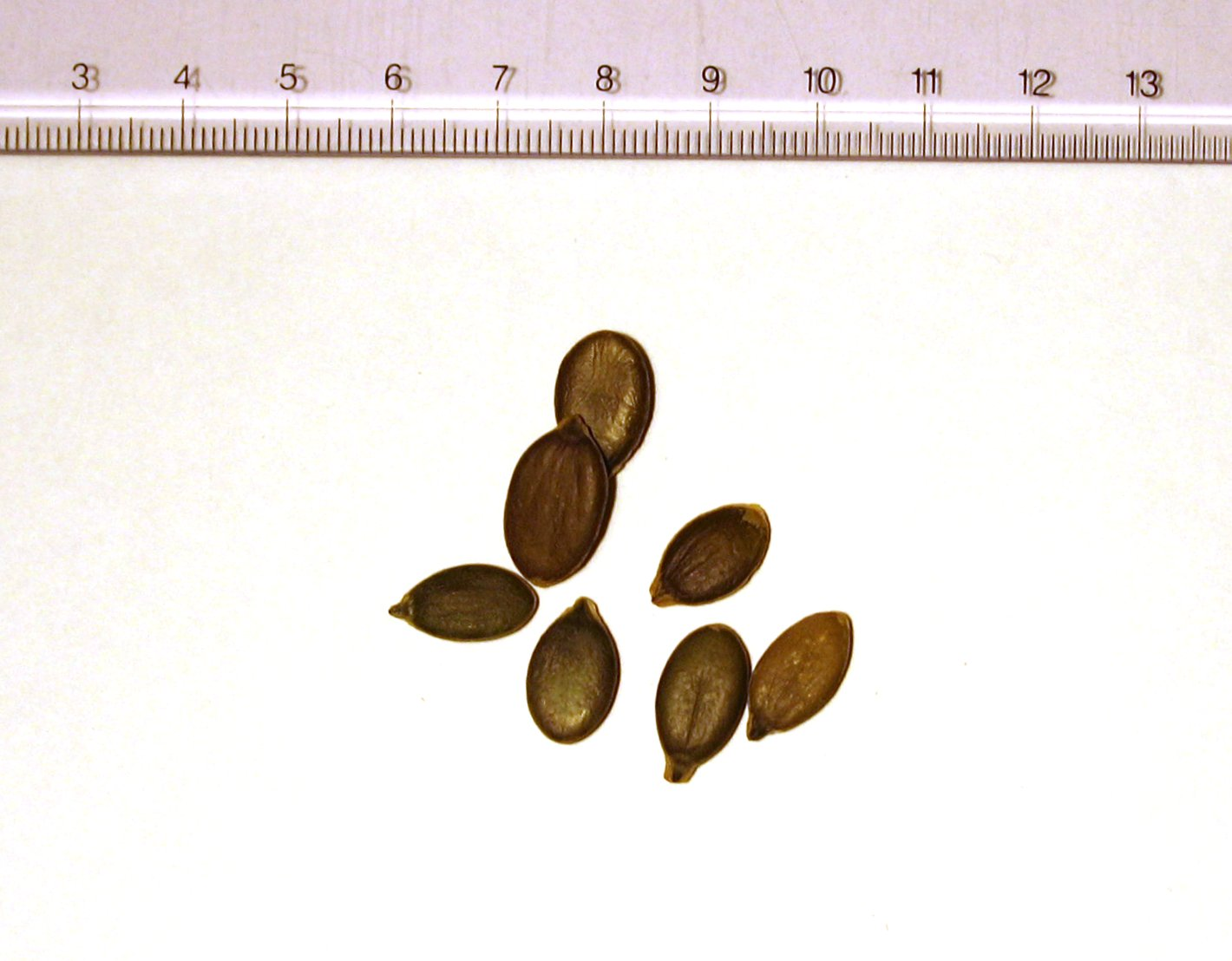
Az alapanyag (tökmag)

### Nyomelemek
Foszfát, nátrium, kalcium, magnézium, szelén, vas, cink, réz, mangán.

### Vitaminok
E, B1, B2, B6, A, C, D.

### Egyéb anyagok
Növényi szteroidok: D5, D8, de kifejezetten magas a D7 szterol tartalma, továbbá tartalmaz még aminosavakat és egy kukurbitin nevű vegyületet.

### Zsírsavak
| Rövid jelölés | Triviális név | Százalék  |
| ------------- | ------------- | --------- |
| 14:0          | mirisztinsav  | 0,09-0,27 |
| 16:0          | palmitinsav   | 12,6-18,4 |
| 16:1          | palmitolajsav | 0,12-0,52 |
| 18:0          | sztearinsav   | 5,1-8,5   |
| 18:1          | olajsav       | 17,0-39,5 |
| 18:2          | linolsav      | 18,1-62,8 |
| 18:3          | α-linolénsav  | 0,34-0,82 |
| 20:0          | arachinsav    | 0,26-1,12 |
| 20:1          | gadolénsav    | 0-0,17    |
| 22:0          | behénsav      | 0,12-0,58 |

A linolsav az ω-6, az α-linolénsav az ω-3 családba tartozó, nem konjugált, cisz-kettőskötésű, többszörösen telítetlen zsírsavak közé sorolható.